# Litijumska metalna baterija
Litijumske metalne baterije su primarne baterije koje imaju metalni litijum kao anodu. Naziv se namerno odnosi na metal kako bi se razlikovale od litijum-jonskih baterija, koje koriste litirane metalne okside kao katodni materijal. Iako većina litijum-metalnih baterija nije punjiva, punjive litijum-metalne baterije su takođe u razvoju. Od 2007. godine, propisi o opasnim materijama razlikuju litijum-metalne baterije (UN 3090) i litijum-jonskih baterija (UN 3480).
One se izdvajaju od drugih baterija po svojoj visokoj gustini punjenja i visokoj ceni po jedinici. U zavisnosti od dizajna i korišćenih hemijskih jedinjenja, litijumske ćelije mogu da proizvedu napon od 1,5 V (uporedivo sa cink-ugljeničnom ili alkalnom baterijom) do oko 3,7 V.
Primarne litijumske baterije za jednokratnu upotrebu moraju se razlikovati od sekundarnih litijum-jonskih ili litijum-polimerskih, koje su punjive baterije i ne sadrže metalni litijum. Litijum je posebno koristan, jer se njegovi joni mogu rasporediti da se kreću između anode i katode, koristeći interkalirano litijumsko jedinjenje kao katodni materijal, ali bez upotrebe metala litijuma kao materijala anode. Čisti litijum će odmah reagovati sa vodom, ili čak sa vlagom u vazduhu; litijum u litijum-jonskim baterijama je manje reaktivno jedinjenje.
Litijumske baterije su u širokoj upotrebi u prenosivim potrošačkim elektronskim uređajima. Termin „litijumska baterija” odnosi se na porodicu različitih litijum-metalnih hemija, koja se sastoji od mnogih tipova katoda i elektrolita, svi od kojih imaju metalnim litijumom kao anodu. Baterija zahteva od 0,15 do 0,3 kg (5 do 10 oz) litijuma po kWh. Po svom dizajnu, ovi primarni sistemi koriste naelektrisanu katodu, koja je elektroaktivni materijal sa kristalografskim praznim mestima koja se postepeno popunjavaju tokom pražnjenja.
Najčešći tip litijumske ćelije koji se koristi u potrošačkim aplikacijama koristi metalni litijum kao anodu i mangan dioksid kao katodu, sa solju litijuma rastvorenom u organskom rastvaraču kao elektrolitu.

## Spoljašnje veze
- The 2009 amendments to the regulations regarding transport of Lithium Batteries
- Properties of non-rechargeable lithium batteries
- Brand Neutral Drawings of Lithium Batteries based on ANSI Specifications
- Lithium Thionyl Chloride Battery MSDS and supporting safety information
- Investigation of the fire performance of lithium-ion- and lithium-metal-batteries in various applications and derivative of tactical recommendations (Research Report in German, Forschungsstelle für Brandschutztechnik, Karlsruhe Institute of Technology - KIT) (PDF)
- Intercalation Station (9. 2. 2023). „Revival of the lithium metal battery”. intercalationstation.substack.com (на језику: енглески). Приступљено 2023-02-09.